# نیروی زمینی جمهوری آذربایجان

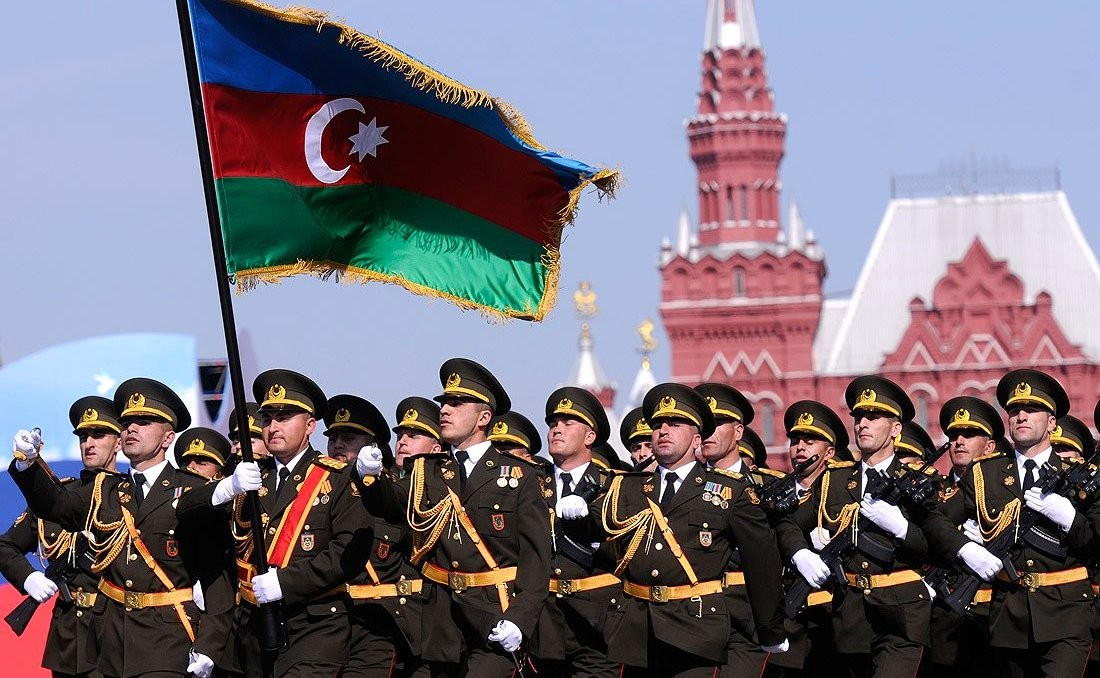
رژه نظامیان آذربایجانی در باکو-۲۰۱۰

نیروی زمینی جمهوری آذربایجان (به ترکی آذربایجانی: Azərbaycan Silahlı Qüvvələri Quru Qoşunları) بزرگترین بخش نیروهای مسلح جمهوری آذربایجان است. این نیرو حدوداً ۱۱۰٬۰۰۰ نظامی دارد که ۱۵۰۰۰ نفر از آنها نیروهای هوابرد هستند.

## بودجه نظامی
از سال ۱۹۹۴ به بعد، بودجه نیروی زمینی آذربایجان روند افزاینده دارد؛ بطوریکه در اوایل سال ۲۰۰۶ بودجه آن به ۶۶۰ میلیون دلار و در آخر سال ۲۰۰۶ به ۱ میلیارد دلار رسید.

## تجهیزات نظامی
راهبری‌ترین تجهیزات نظامی نیروی زمینی جمهوری آذربایجان را می‌توان ۲۰۰ تانک تی-۹۰، ۲۵۰ تانک تی-۷۲ و ۱۰۰ تانک تی-۵۴/۵۵ دانست که نقش تانک اصلی میدان نبرد را در ارتش این کشور ایفا می‌کنند.